# Brestice, Nikšić
Brestice este un sat din comuna Nikšić, Muntenegru. Conform datelor de la recensământul din 2003, localitatea are 35 de locuitori (la recensământul din 1991 erau 53 de locuitori).

## Demografie
În satul Brestice locuiesc 35 de persoane adulte, iar vârsta medie a populației este de 68,1 de ani (63,4 la bărbați și 70,9 la femei). În localitate sunt 18 gospodării, iar numărul mediu de membri în gospodărie este de 1,94.
|  |

| Demografie | Demografie | Demografie |
| An         | Locuitori  | Locuitori  |
| ---------- | ---------- | ---------- |
|            |            |            |
|            |            |            |
|            |            |            |
|            |            |            |
| 1948       | 215        |            |
| 1953       | 285        |            |
| 1961       | 237        |            |
| 1971       | 182        |            |
| 1981       | 105        |            |
| 1991       | 53         | 53         |
| 2003       | 36         | 35         |

| \| Componența etnică conform recensământului din 2003[2] \| Componența etnică conform recensământului din 2003[2] \| Componența etnică conform recensământului din 2003[2] \| Componența etnică conform recensământului din 2003[2] \| Componența etnică conform recensământului din 2003[2] \| \| ----------------------------------------------------- \| ----------------------------------------------------- \| ----------------------------------------------------- \| ----------------------------------------------------- \| ----------------------------------------------------- \| \| \| \| \| \| \| \| Muntenegreni \| Muntenegreni \| \| 28 \| 80% \| \| Sârbi \| Sârbi \| \| 4 \| 11,42% \| \| necunoscută \| necunoscută \| \| 3 \| 8,57% \| |              |  |    |        |
| Componența etnică conform recensământului din 2003 |              |  |    |        |
| |              |  |    |        |
| Muntenegreni | Muntenegreni |  | 28 | 80%    |
| Sârbi | Sârbi        |  | 4  | 11,42% |
| necunoscută | necunoscută  |  | 3  | 8,57%  |